# Bäcklands revet
Bäcklands revet är skär i Åland (Finland). De ligger i Skärgårdshavet och i kommunen Kumlinge i landskapet Åland, i den sydvästra delen av landet. Öarna ligger omkring 49 kilometer nordöst om Mariehamn och omkring 240 kilometer väster om Helsingfors.
Arean för den av öarna koordinaterna pekar på är 1,3 hektar och dess största längd är 190 meter i öst-västlig riktning. Trakten är glest befolkad. Det finns inga samhällen i närheten.

## Klimat
Klimatet i området är tempererat. Årsmedeltemperaturen i trakten är 6 °C. Den varmaste månaden är augusti, då medeltemperaturen är 16 °C, och den kallaste är mars, med 0 °C.